# Meer & Yachten
Meer & Yachten ist eine deutschsprachige Special-Interest-Zeitschrift, die sich thematisch auf Superyachten und deren Tender spezialisiert hat. Die Zeitschrift wurde 1990 als deutscher Ableger der Zeitschrift Boat International Media gegründet und erstmals 1991 auf der Messe boot Düsseldorf vorgestellt. Erster Chefredakteur war der Hamburger Journalist Jochen Halbe. 2012 wurde die Zeitschrift von dem Verlag Quarto Media, Hamburg, übernommen und in der Folge aus der Boat International-Gruppe herausgelöst. 2022 wurde der Titel in die John Warning Corporate Communications überführt. Redaktionsstandort blieb zunächst Hamburg-Barmbek. Ende 2022 kaufte der Mari Team-Verlag die Zeitschrift. Redaktionssitz ist seitdem Berlin-Wendenschloß. Das Magazin erscheint tertialsweise, die August/Herbst- und die Dezember/Winter-Ausgabe als Print, die April/Sommer-Ausgabe als E-Magazin. Chefredakteur ist seit 2014 der Journalist und Kommunikationsmanager Matt. Müncheberg. Müncheberg war vorher Chefredakteur (seit 2010), später Herausgeber (bis 2013) des Segel-Magazins Sailing Journal (Terra Oceanis-Verlag, Kiel, 2011 übernommen von Delius Klasing, Bielefeld).
Das 100-seitige Heft berichtet über Neubauprojekte von Großyachten und Werften. Weitere Themenfelder sind Personen aus der Yachtwirtschaft, Bootsbau, nachhaltige Antriebe auf dem Wasser, Reiseziele für Yachten, Charter, Luftfahrt, Tender, Autos (Rubrik Meer & Straße), Tauchen, Art (Kunst & Invest) sowie Wohnmobile und Wohnwagen (Rubrik Land & Yachten). Bestandteil jeder Ausgabe ist eine exklusive Yacht-Kolumne zum Thema Internationales Yachtrecht des Wirtschaftsanwaltes Christoph Schließmann.